# Tjeggelvas (naturreservat)
Tjeggelvas är ett naturreservat i Arjeplogs kommun i Norrbottens län som utgörs av området omkring sjön Tjeggelvas.
Området är naturskyddat sedan 1988 och är 328 kvadratkilometer stort. Reservatet består av urskogar av tall, men även granskog, särskilt i öster.